# Marwałd
Marwałd [ˈmarvau̯t] (tiếng Đức Marwalde) là một ngôi làng thuộc khu hành chính của Gmina Dąbrówno, thuộc huyện Ostródzki, Warmińsko-Mazurskie, ở miền bắc Ba Lan. Nó cách Dbrówno khoảng 9 kilômét (6 mi) về phía tây bắc, cách Ostróda 23 km (14 mi) phía nam  và cách thủ phủ khu vực Olsztyn 47 km (29 mi) về phía tây nam.
Ngôi làng có dân số là 290 người.